# سرية عبد الله بن جحش
سرية عبد الله بن جحش، أو سرية نخلة، وقعت في الأول من رجب أو آخره من السنة الثانية للهجرة، حيث بعث رسول الله الصحابي عبد الله بن جحش مع ثمانية رهط من المهاجرين، ليس فيهم من الأنصار أحد، وكتب معه كتابا فدفعه إليه، وأمره أن يسير ليلتين ثم يقرأ الكتاب فيتبع ما فيه، وكان أصحاب عبد الله بن جحش وأبو حذيفة بن عتبة وعمرو بن سراقة وعامر بن ربيعة، وسعد بن أبي وقاص، وعتبة بن غزوان، وواقد بن عبد الله، وصفوان بن بيضاء.
فلما سار ليلتين فتح الكتاب فإذا فيه: أن أمض حتى تبلغ نخلة، فلما قرأه قال: سمعا وطاعة لله ولرسوله، فمن كان منكم يريد الموت في سبيل الله فليمض، فإني ماض على ما أمر رسول الله، فمضى ومضى معه أصحابه ولم يتخلف عنه منهم أحد، وسلك على الحجاز حتى إذا كان بمعدن فوق الفرع يقال له: بحران، أضل سعد ابن أبي وقاص وعتبة بن غزوان بعيرا لهما كانا يتعقبانه فتخلفا عليه في طلبه، ومضى عبد الله بن جحش وبقية أصحابه حتى نزل بنخلة، فمرت به عير لقريش تحمل زبيبا وإدما وتجارة من تجارة قريش فيها عمرو بن الحضرمي وعثمان بن عبد الله بن المغيرة، وأخوه نوفل بن عبد الله المخزوميان، والحكم بن كيسان، مولى هشام بن المغيرة.
فلما رآهم القوم هابوهم وقد نزلوا قريبا منهم، فأشرف لهم عكاشة بن محصن وكان قد حلق رأسه، فلما رأوه أمنوا وقالوا: عمار لا بأس عليكم منهم، وتشاور القوم فيهم، وذلك في آخر يوم من رجب، فقال القوم: والله لئن تركتم القوم هذه الليلة ليدخلن الحرمٍ، فليمتنعن منكم به، ولئن قتلتموهم لتقتلنهم في الشهر الحرام، فتردد القوم وهابوا الإقدام عليهم، ثم شجعوا أنفسهم عليهم، وأجمعوا على قتل من قدروا عليه منهم، وأخذ ما معهم، فرمى واقد بن عبد الله التميمي عمرو بن الحضرمي بسهم فقتله، واستأسر عثمان بن عبد الله والحكم بن كيسان، وأفلت القوم نوفل بن عبد الله فأعجزهم، وأقبل عبد الله بن جحش وأصحابه بالعير وبالأسيرين حتى قدموا على رسول الله المدينة، وقد ذكر بعض آل عبد الله بن جحش أن عبد الله قال لأصحابه: إن لرسول الله مما غنمنا الخمس، وذلك قبل أن يفرض الله الخمس من المغانم، فعزل لرسول الله خمس العير، وقسم سائرها بين أصحابه.
فلما قدموا على رسول الله المدينة قال: ما أمرتكم بقتال في الشهر الحرام، فوقف العير والأسيرين، وأبى أن يأخذ من ذلك شيئا، فلما قال ذلك رسول الله سقط في أيدي القوم، وظنوا أنهم قد هلكوا، وعنفهم إخوانهم من المسلمين فيما صنعوا، وقالت قريش: قد استحل محمد وأصحابه الشهر الحرام وسفكوا فيه الدم، وأخذوا فيه الأموال، وأسروا فيه الرجال، فقال: يرد عليهم من المسلمين ممن كان بمكة إنما أصابوا ما أصابوا في شعبان.
وقالت اليهود تتفائل بذلك على رسول الله : عمرو بن الحضرمي قتله واقد بن عبد الله، عمرو: عمرت الحرب، والحضرمي: حضرت الحرب، وواقد بن عبد الله: وقدت الحرب. فجعل الله ذلك عليهم لا لهم، فلما أكثر الناس في ذلك أنزل الله على رسوله (يسألونك عن الشهر الحرام قتال فيه قل قتال فيه كبير وصد عن سبيل الله وكفر به والمسجد الحرام وإخراج أهله منه أكبر عند الله).
فكان عمرو بن عبد الله الحضرمي هو أول قتيل قتله المسلمون، وكانت الغنيمة في هذه السرية أول غنيمة يغنمها المسلمون، وأول أسيرين للمسلمين هما عثمان بن عبد الله، والحكم بن كيسان في هذه الواقعة.